# Pezotettix
Pezotettix es un género de saltamontes de la subfamilia Pezotettiginae, familia Acrididae. Este género se distribuye en el norte de África, la mayor parte de Europa y en el Medio Oriente.

## Especies
Las siguientes especies pertenecen al género Pezotettix:
- Pezotettix anatolica Uvarov, 1934
- Pezotettix cotti Dirsh, 1949
- Pezotettix curvicerca Uvarov, 1934
- Pezotettix cypria Dirsh, 1949
- Pezotettix giornae (Rossi, 1794)
- Pezotettix judaica Uvarov, 1934
- Pezotettix lagoi Jannone, 1936
- Pezotettix platycerca (Stål, 1876)
- Pezotettix sorbinii Massa & Fontana, 1998